# نفعية
النَّفْعِيَّة، النَّفَعِيَّة أو مَذْهَب المَنْفَعَة (بالإنجليزية: Utilitarianism) نَظَرِيَّة أَخْلاقِيَّة تَنُص على أنَّ أَفْضَل سُلوك أو تَصَرُّف هو السُلوك الَّذي يُحَقِّق الزِّيادَة القُصْوَى في المَنْفَعَة (بالإنجليزية: Utility). «المَنْفَعَة» تُعَرَّف بِطُرُقٍ مُخْتَلِفَة، عادَةً مِنْ حَيث الرَّفاه لِكَيانات إِحْسَاسِيَّة، مِثل الإنْسان البَشَري والحَيَوانات الأٌخْرى. الفَيْلَسوف الإنْجِليزي جِيرمي بِنْثام، مُؤسِّس النَّفْعِيَّة، وصَفَ المَنْفَعَة بِخَاصِّيَّة أي شَيْء نَتَجَت عنها فائِدة، مِيزَة، مُتعَة، خَيْر، أو سَعَادة، أو تَحُول دُون وقُوع أَذَى، أَلَم، شَر، تَعَاسَة على مَصْلَحَة طَرَف مُعَيَّن: ولَو أنَّ المَقْصُود بِالطَّرَف المُجْتَمَع بِشَكْل عام، إذاً المَقْصُود سَعَادَة هذا المُجْتَمَع: أو لو أن المَقْصُود بِالطَّرَف فَرْد بِعَيْنِه، إذاً سَعَادَة هذا الفَرْد. تُصَنَّف النَّفْعِيَّة على أنَّها شَكْل مِن أشْكَالِ العَواقِبِية الفِكْرِيَّة، والَّتي بِدَوْرِها تَنُص على أنَّ عاقِبَة أو نَتِيجَة أي تَصَرُّف هو المِعْيار الوَحيد لِتَحْديد الصَّواب والخَطَأ. بِخِلاف أشْكَال أُخْرى مِن العَوَاقِبِية، مِثْل الأَنَانِيَّة الأَخْلاقِيَّة، النَّفْعِيَّة تَأْخُذ بِعَيْن الاعْتِبَار مَصْلَحَة الجَمِيع بِالتَّسَاوِي.
اخْتَلَفَ مُؤَيِّدو النَّفْعِيَّة على عِدَّة نُقاط، مِثل ما إذا كان يَنْبَغي أنْ يَتُم اخْتِيار السُّلُوك على أَسَاس نَتَائِجِه (نَفْعِيَّة فِعْل) أو يَنْبَغِي على الوكَلاءِ إتِّباع مَجْموعَة مِن القَواعِد لِتَحْقيق الزِّيادَة القُصْوَى في المَنْفَعَة (نَفْعِيَّة قاعِدة). وهناك أيْضاً خِلاف آخر حَوْل إذا ما يَجِب أن تَكون الزِّيادة القُصْوى في إِجْمَالي (النَّفْعِيَّة الكُلِّيَّة) أو مُتَوَسِّط (النَّفْعِيَّة المُتَوَسِّطَة) المَنْفَعَة.
تُلاحَظ بُذور النَّظَرِيَّة في كِتابات الفَيْلَسُوفَين أَرِيسْتبوس وإبِيقور، اللَّذان نَظَرا على أنَّ السَعَادَة هِي الصَّالِح الوَحِيد، ولكن قَواعِد مَذْهَب المَنْفَعَة بَدَأَت مع كِتَابَات بِنْثَام، لِتَشْمَل كَذَلِك كِتَابَات جون ستيوارت مِيل وهنري سيدجويك وريتشارد ميرفن هير وبيتر سنجر. تَمَّ تَطْبِيق النَّظَرِيَّة على اقتصاد الرَّفَاه الاجتماعي، أَزْمَة الفَقْر في العالم، أخْلاقِيات تَرْبية الحَيَوانات مِن أَجْل الغِذَاء وأَهَمِّيَّة تَجَنُّب مَخَاطِر كارِثيَّة تُهَدِّد وجُود البَشَرِّيَّة.

## أَصْل الكَلِمَة وتَارِيخُها
بِالرُّغْم مِن أنَّ جيرمي بِنثام يُعْتَبَر مُؤسِّس الفِكْر النَفْعي، إلا أنَّ خَلِيفَتَه، جون ستيوارت مِيل، كانَ لَهُ الأَثَر الأَكْبَر في تَعْدِيل النَّظَرِيَّة، فَكان السَّبَب الرَّئيسي في إذَاعَة ونَشْر مُصْطَلَح النَفْعيَّة، لِيَجْعَلَه في مُتَنَاوَل الجَمِيع. في عام 1861م، أَكَّد مِيل أنَّه يَحِق له أنْ يَعْتَقِد أنَّه أَوَّل شَخْص اسْتَعْمَلَ كَلِمَة نَفْعي (بالإنجليزية: Utilitarian) ولَكِنَّه لَم يَختَرِعها، في الوَاقِع هو تَبَنَّى العِبارَة مِنْ كِتاب بِعِنْوان حَوْليَّات الأَبْرَشِيَّة (أو حَوْليَّات الخُورِينيَّة) للرِّوائي جون غَالت. على كلِّ حال يبدو أنَّ ميل لم يعلم أنَّ جيرمي بنثام كان قد استخدم مصطلح النفعيَّة في رسالته لجورج ويلسون عام 1781، ورسالته لإتيان دومون عام 1802.

## خلفيَّة تاريخيَّة

### النفعيَّة في الفلسفة الصينيَّة
في الفلسفة الصينيَّة تعتبر المُوهيَّة والمذاهب المُشتَّقة منها فلسفات نفعيَّة، أو على الأقل أوَّل أشكال الفلسفة العواقبيَّة (بالإنجليزية: consequentialism) (التي تؤمن بأنَّ أهميَّة العمل تأتي بشكل كامل من قيمة نواتجه)، شهد القرن الرابع الميلادي ظهور تجاذبات متنوِّعة ونقاشات عميقة من قبل دعاة هذه الفلسفات الصينية حول مفاهيم مثل: الذات والخصوصيَّة، الدولة والمجتمع، والإشارة لما هو رسمي أو حكومي وربطه بالعالميَّة وأطلق لاحقاً على هذا الأسلوب «الطريقة العالمية».
وعلى كل حال لم تُرَكِّز المُوهيَّة كثيراً على مشاعر السعادة الناتجة عن النفعيَّة بل أكثر من ذلك على النفع الجماعي أو النفع العام للمجتمع كتحقيق المكاسب المادية وزيادة تعداد الأسرة والمجتمع وتنظيم المجتمع. ويعتبر القانوني والفيلسوف هان في هو الملهم الأساسي لهذه الرؤية.

### النفعيَّة في الفلسفة الغربيَّة
منذ زمنٍ طويل قيل بأنَّ السعادة هي الغاية النهائيَّة للبشر، صيغ متنوِّعة من فلسفة اللذة أو فلسفة المتعة (بالإنجليزية: hedonism) تمَّ وضعها من قبل كلِّ من إبيقور وأريستبوس، وجادل أرسطو حول أنَّ السعادة هي الخير الأعلى للبشر، وكتب أغسطين: جميع البشر يتوقون للسعادة كغاية عظمى نهائيَّة، وتمَّ التفصيل في مفهوم السعادة بشكل مُعمَّق على يد توما الأكويني، أشكال وصيغ مختلفة من الفلسفة العواقبيَّة ظهرت في العصور القديمة والوسطى كتلك التي نادت بها المُوهيَّة في الصين أو فلسفة مكيافيللي السياسية، الفلسفة العواقبيَّة المُوهيَّة دافعت عن الفوائد الأخلاقية المجتمعيَّة كالاستقرار السياسي والنمو السكاني والثروة لكنَّها من جهة أخرى لم تؤيِّد النظريَّة النفعيَّة في تعظيمها للمنفعة والسعادة الفردية، مكيافيللي بدوره كان نصيراً للفلسفة العواقبيَّة وكان يؤمن بأنَّ تصرفات الدولة مهما كانت قاسية ولاتعرف الرحمة فإنَّها يجب أن تسهم في تحقيق المصلحة العامَّة للمجتمع. وعلى كل حال فالنفعيَّة (كمذهب أخلاقي قائم بحد ذاته) لم تظهر حتى القرن الثامن عشر الميلادي.
رغم أنَّ النفعيَّة كما يُعتقد بدأت مع جيريمي بنثام ولكنَّ مُفكِّرين كُثر قبله قدَّموا نظريات قريبة جداً إلى حدٍّ يثير الدهشة منهم الفيلسوف الإنكليزي الشهير ديفيد هيوم، درس هيوم أعمال فرانسيس هوتشيسون وتبادل معه العديد من الرسائل والنقاشات وكان هوتشيسون من أوائل من ألقى الضوء على مفهوم النفعيَّة، في كتابه: بحثٌ حول أصل أفكارنا عن الجمال والفضيلة An Inquiry into the Original of Our Ideas of Beauty and Virtue المنشور عام 1725 يقول هوتشيسون: عند اختيارنا للإجراء أو العمل الأكثر أخلاقية ستكون الفضيلة متناسبة مع عدد الأشخاص الذين يجلب لهم هذا الإجراء السعادة وفي نفس السياق الأسوأ أو الأكثر شرَّاً هو الذي سيلحق الضرر والمعاناة لأكبر عدد من الأشخاص في الطبعات الثلاثة الأولى ضمَّن هوتشيسون كتابَه معادلات وخوارزميات حسابية «لقياس أخلاقيَّة كل عمل» كما قال وبذلك يكون قد سبق بينثام في هذا المجال
آراء أخرى تؤكِّد أنَّ جون غاي هو أول من طوَّر أول نظريَّة متكاملة ومتناسقة للفلسفة النفعيَّة من خلال كتابه: حول المبدأ الأساسي للأخلاق أو الفضيلة In Concerning the Fundamental Principle of Virtue or Morality المنشور عام 1731.
نظريات جون غاي وأفكاره النفعيَّة طوِّرت ونُشرت عن طريق ويليام بيلي، على كلِّ حال فقد زعم البعض بأنَّ بيلي لم يكن مُفكراً أصيلاً وأنَّ الجزء الفلسفي من أبحاثه حول الأخلاق تمَّ تطويرها من قبل آخرين وتمَّ تقديمها لتتم دراستها وتعلُّمها من قبل الطلاب وليس استخدامها من قبل الزملاء، على الرغم من كل ذلك فكتابه: مبادئ الفلسفة الأخلاقية والسياسية The Principles of Moral and Political Philosophy المنشور عام 1785 أصبح هو الكتاب المُدَرَّس في جامعة كامبريدج يقول سميث بأنَّ كتابات بيلي انتشرت على نطاق واسع لتصبح معروفة في الكليَّات الأمريكية كما هو حال كتابات ويليام ماكغفي ونوح ويبستر في المدارس الابتدائية. وبالرغم من كون أعمال بيلي مفقودة الآن من التراث الفلسفي فقد قال شنايدر: لقد أصبحت النفعيَّة معروفة على نطاق واسع في إنكلترة بفضل أعمال ويليام بيلي اليوم يمكننا أن نحكم على أهميَّة بيلي المنسيَّة من خلال عنوان كتاب توماس راوسون بيركس الشهير: النفعية الحديثة أو أفكار بيلي وبينثام وميل، دراسة ومقارانات (بالإنجليزية: Modern Utilitarianism or the Systems of Paley and Compared) المنشور عام 1874. ونشير أيضاً على أنَّه وبغض النظر على تأكيده على أنَّ السعادة كغاية تشتق أو ترتكز من الطبيعة الإلهية فقد عاد ويليام بيلي وناقش بالتفصيل هذه القواعد ومكانتها في أعماله.

## النفعية الكلاسيكية

### جيريمي بنثام

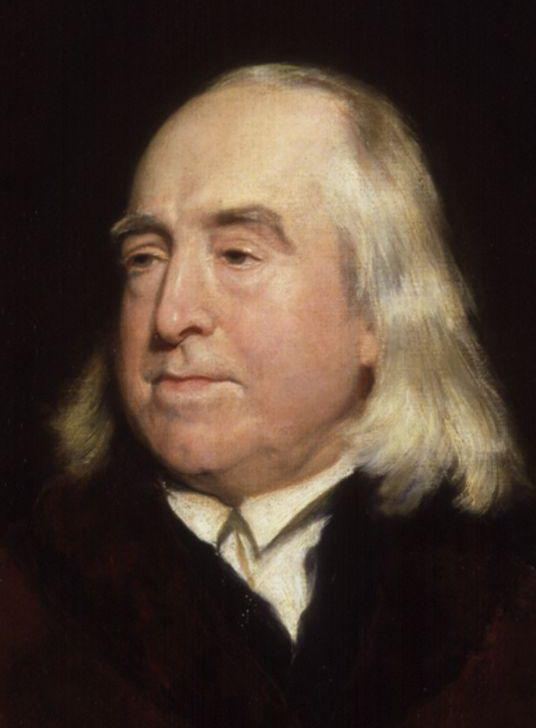
جيريمي بنثام.

طُبع كتاب بنثام: مقدمة حول مبادئ الأخلاق والتشريع عام 1780 ولكنَّه لم ينشر حتى عام 1789 وقد يكون العامل الرئيسي الذي دفع بنثام على نشره هو النجاح الكبير الذي حقَّقه كتاب بالي مبادئ الفلسفة الأخلاقية والسياسية، ومع أنَّ كتاب بنتام لم يحقِّق ذلك النجاح السريع المنشود ولكنَّ أفكاره انتشرت على نطاق واسع خصوصاً بعد أن ترجم إتيان دومون مختارات منقَّحة من مخطوطة الكتاب إلى اللغة الفرنسية وطبعت على شكل كتاب في فرنسا عام 1802 وأعيدت ترجمة هذا الكتاب إلى الإنكليزية على يد هيلدرث تحت اسم نظرية التشريع (بالإنجليزية: The Theory of Legislation).
في هذا الوقت أيضاً تمت إعادة ترجمة قسم كبير من كتاب دومون وتمَّ دمجها في طبعة السير جون بورينغ لأعمال بنثام والتي صدرت في أجزاء ما بين أعوام 1838 - 1843
في افتتاحية كتاب بنثام نجد ما يعتبر تعريفاً أو بياناً لمبدأ المنفعة:
في الفصل الرابع من كتابه يُقدِّم بنثام طريقة لحساب قيمة السعادة والألم والتي أصبحت تعرف فيما بعد بحساب التفاضل والتكامل، ويؤكد بنثام على أنَّ قيمة السعادة أو الألم يمكن قياسها تبعاً لعوامل عديدة كشدَّتها ومدَّتها ووجودها اليقيني والحقيقي، وعليه فمن الضروري الحكم على أي عمل من خلال ما ينتج عنه، وفي النهاية لابدَّ من النظر في مدى تأثير أو عدد الأشخاص المتأثرين بهذا العمل أو الإجراء.
وعلى كلِّ حال ربَّما أدرك بنثام أنَّ هوتشينسون قد حذف خوارزميات حساب السعادة من الطبعات الأخيرة لكتابه عندما وجد أنَّها بدون جدوى ولا يمكن تطبيقها عند الكثير من القرَّاء، ويدَّعي بنثام أنه لا يوجد شيء غير مألوف أو غير مبرر في أسلوبه لأنَّ «أفعال وممارسات الجنس البشري في النهاية مهما كانت تتمُّ وفق رؤيتهم لمصالحهم الخاصة ويجب أن تتوافق الممارسات والأفعال مع هذه المصالح بشكل تام».
يوضِّح روسين أنَّ تعريف النَفعية اليوم يمكن أن «يشابه بشكل جزئي فقط التعريف التاريخي الذي وضعه مؤسِّسوا النفعية كبنثام وجون ستيوارت ميل»، و«يمكن أن تكون تصوراتهما عن النفعية نسخة خام لا أكثر مقارنةً بالنفعية التي تمَّ وضعها في القرن العشرين حتى أنَّ أفكارهما تمّ مهاجمتها ورفضها في الكثير من الأحيان». ومع ذلك فمن الخطأ الاعتقاد بأنَّ بنثام لم يهتم بالقواعد والأسس التي يبني عليها فأعماله الأساسية تهتم بقواعد التشريع بدقَّة وتمَّ إدخال حساب التفاضل والتكامل فيها واعتبر فيها أنَّ السعادة وتجنُّب الألم هي خلاصة الغايات أو الأهداف التي يجب أن تقوم عليها رؤية المُشرِّع.
في الفصل السابع من كتابه يقول بنثام:

### جون ستيوارت ميل

#### الملذَّات العليا والدنيا عند ستيوارت
بدأ جون ستيوارت ميل كبنثامي ولكن سرعان ما بدا واضحاً أنَّه هو الذي سيحمل لواء النفعية، ظهر كتاب ميل المُسمَّى «النفعية» (بالإنجليزية: Utilitarianism) على شكل سلسلة من ثلاث مقالات في مجلة فريزر عام 1861 وطبعت لاحقاً في كتاب واحد عام 1863.
رفض ميل القياس الكمي البحت للسعادة وقال:
استُخدِم مصطلح النفع ليعبِّر عن السعادة والرفاهية بشكل عام، في حين أنَّ وجهة نظر ميل أنَّ النفعية هي التي تعبِّر عن النواتج الجيدة للفعل وهكذا يمكن استخدام تعبير النفعيَّة الاجتماعية لوصف الأشخاص الذين يقومون بأفعال تحقِّق نتائج جيدة للمجتمع وتحقيق رفاهية لأكبر عدد من الناس، شرح ميل في كتابه مفهوم النفعية بشكل عام فبما أنَّ كل فرد يرغب في سعادته الخاصة فإنَّ ذلك يستلزم أنَّ جميع الأفراد يرغبون في تحقيق السعادة الجماعية والمساهمة فيها، ولذلك فإنَّ أفضل الأعمال هي تلك التي تحقِّق أكبر قدر من السعادة والفائدة للمجتمع بكلمات أخرى وكما قال جيريمي بنثام - مؤسِّس النفعيَّة المبكِّرة - إنَّ أعظم سعادة تكمن في أكبر عدد ممكن
لا ينظر ميل للأفعال باعتبارها جزءاً جوهريَّاً من النفعيَّة فحسب بل كقاعدة لتوجيه السلوك الإنساني الأخلاقي، والقاعدة هنا أنَّه يجب علينا القيام بالأعمال التي تقدِّم السعادة للمجتمع ككل، هذه النظرة للمتعة على أنَّها أسمى مافي الحياة هي فلسفة اللذة وقد اعتمدت من قبل جيريمي بنثام ويمكن ملاحظتها بوضوح في أعماله.
وفقاً لميل فإنَّ الأفعال الجيدة هي التي ستؤدي للمتعة وليس هناك غاية أسمى من المتعة ويعتقد ميل أنَّ تحديد الأفعال الجيدة والأشخاص الجيِّدين يعتمد على تحقيق السعادة، إذاً لتحديد هل الإجراء جيد أم لا يجب أخذ مساهمة الشخص بخدمة وسعادة المجتمع، وكذلك يمكن اعتبار العمل الصالح هو أفضل دليل على حُسن الخلق على المدى الطويل ولايمكن اعتبار أي فعل أو إجراء جيد إذا كان ما ينتج عنه سيئاً. في الفصل الأخير من كتابه النفعية يستنتج ميل أنَّ تصنيف أفعالنا أنَّها عادلة أم لا هو أحد المتطلَّبات الأخلاقية الهامة وللقيام بذلك يجب أن يتمَّ تقييم أفعالنا وفق مقياس المنفعة الاجتماعية الذي وضعه ميل.
كما يعارض ميل - خلافاً لما يقوله منتقدوه – النظرية الإبيقوريَّة التي تقوم على مبدأ أنَّ قيمة المتع العقلية أقل من تلك القائمة على الأحاسيس فقط، ويقول إنَّ الملذَّات الفكريَّة عادةً ما ينظر إليها أنَّها ذات ميِّزات جذَّابة لأنَّها تملك قدراً أكبر من الاستمراريَّة والسلاسة والبقاء والمثال الذي يطرحه هنا: أنَّ بعض الملذَّات هي في جوهرها أفضل من غيرها.
القول بأنَّ مذهب المتعة هو ملائم فقط للحيوانات له تاريخ طويل، ففي الفصل الخامس من الجزء الأول من كتابه الشهير «الأخلاق النيقوماخية» يقول أرسطو: «إنَّ ربط الخير بالمتعة هو مناسبٌ لحياة الحيوانات أكثر منه للبشر، وفي حين أنَّ المؤمنين بالله من أنصار النفعيَّة يربطون الخير بإرادة الله يحتاج النفعيُّون غير المؤمنون إلى حجَّةٍ أخرى»، ومنهج ميل هنا هو التأكيد على أنَّ الملذَّات العقليَّة في جوهرها أفضل من الملذَّات الحسيَّة، يقول ميل:
ويجادل ميل أيضاً بأنَّه إذا أظهر الأشخاص الذين يتمتَّعون بالكفاءة تفضيلاً لفعلٍ ما رغم أنَّه سيؤدي لمعاناة أو سخط أكبر من الآخر ولن يحقِّق سعادةً أكثر فذلك لأنَّ السعادة المرتبطة به ستكون أفضل من حيث النوع والجودة وليس من حيث الكم والعدد، بالطبع يدرك ميل أنَّ بعض هؤلاء الأشخاص المتميِّزين لن يوافقوا على هذا دائماً ولكن في حالات الخلاف دوماً علينا أن نقبل بحكم الأكثريَّة.
كما يعتقد ميل أنَّ الأنشطة الفكريَّة لها قيمة أقل من مقدار القناعة أو السعادة التي تنتج عنها، ويدعو البشر للإقبال على هذه المُثل العقليَّة السامية والمداومة عليها لأنَّهم إذا اختاروا الاستمرار في التمتُّع بالملذَّات السطحية التافهة فإنَّ الملل والكآبة والاستياء هو الذي سيجنونه في نهاية المطاف. ويؤكِّد ميل هنا على أنَّ هذه المتع التافهة ستحقِّق سعادةً قصيرة الأجل والسعادة عابرة لذلك في نهاية المطاف سيشعر الفرد أنَّ حياته تفتقر لأي سعادة حقيقيَّة. وعلى عكس ذلك فالملذَّات الفكريَّة هي التي ستجلب السعادة على المدى الطويل وتوفِّر للفرد فرصاً دائمة لتحسين حياته. ويقول أيضاً أنَّ الأنشطة الفكريَّة وحدها هي التي ستسمح للإنسان بالوصول لمُثله العليا وتبعده عن حياة الكآبة المستمرِّة في حين لن تحقِّق الملذَّات السطحية التافهة ذلك.

#### دليل ميل لإثبات مبدأ النفعيَّة
في الفصل الرابع من كتابه «النفعيَّة» يقدِّم ميل ما يعتبره دليلاً لإثبات مبدأ النفعيَّة:
قيل دائماً إنَّ ميل يرتكب عدداً من المغالطات المنطقيَّة. وهو متَّهمٌ بالمراوغة أحياناً لأنَّه يحاول استنتاج ما يجب على الناس فعله ممَّا يفعلونه في الواقع فهو ينتقل من حقيقة أنَّ شيئاً ما مرغوبٌ فيه من قِبل الأفراد إلى الإدِّعاء بأنَّه يجب أن يكون مرغوباً فيه، على كلِّ حال فحقيقة أنَّ الناس يرغبون في سعادتهم الخاصَّة لا يعني أنَّ جميع الأفراد سوف يرغبون في السعادة العامَّة، بدأت هذه الادعاءات تظهر في حياة ميل بعد فترة وجيزة من نشره لكتاب النفعيَّة واستمرت لأكثر من قرنٍ من الزمن على الرغم من أنَّ تحوُّلاً في ماهيَّة النقاش قد حصل أخيراً
يمكننا العثور على دفاعٍ مُسهب عن ميل ضدَّ الاتهامات الموجَّهة إليه في كتاب نسيب فكري أليكان المطبوع عام 1994: دفاعٌ عن دليل جون ستيوارت ميل الشهير، وربَّما يكون هو الكتاب الوحيد حول هذا الموضوع، رغم ذلك لا تزال المغالطات المزعومة في دليل ميل تجذب الانتباه وتأخذ حيِّزاً في مقالات المجلَّات وفصول الكتب حتى يومنا هذا.
لقد دافع كلٌّ من هول وبوب كين عن ميل ضدَّ هذه الاتهامات وأشاروا إلى أنَّه أكَّد في بداية الفصل الرابع من كتابه على أنَّ المسائل المتعلِّقة بالأهداف النهائيَّة لا تقبل الإثبات ووفقاً لهول وبوب كين فإنَّ كلَّ ما يرغب ميل في فعله هو جعل مبادئه مقبولة وبالتالي دفع الإنسان العاقل والصادق لقبول النفعيَّة.
وبعد أن زعم أنَّ الناس يفعلون ما يفعلونه رغبةً في الوصول للسعادة، على ميل الآن أن يثبت أنَّ السعادة هي الشيء الوحيد الذي يرغب فيه الناس أو هو الموجِّه الوحيد لتصرفاتهم، ويتوقَّع الاعتراض على أنَّ الناس يرغبون في أشياء أخرى مثل الفضيلة، ويرفض القول بأنَّ الناس قد يرغبون في الفضيلة كوسيلةٍ للسعادة لا أكثر، لأنَّه في نهاية المطاف قد تصبح الفضيلة جزءاً من سعادة شخصٍ ما وبالتالي يمكن اعتبار الفضيلة غايةً في حدِّ ذاتها مثلها مثل السعادة

## تطوُّرات القرن العشرين

### النفعيَّة المثاليَّة
لقد استُخدِم مصطلح النَفعيَّة المثاليَّة لأول مرَّة من قبل هستينغز راشدول في كتابه نظرية الخير والشر (1907)، لكنَّه غالباً ما يتمُّ ربطه بجورج إدوارد مور في كتابه الأخلاق (1912)، رفض جورج مور النفعيَّة البحتة وقال بأنَّ هناك مجموعة من القيم التي تمَّ تعظيمها أكثر من الحد اللازم وفي هذا السياق كانت استراتيجيَّته هي إظهار أنَّه من غير المنطقي اعتبار المتعة هي المقياس الوحيد للخير أو لما هو جيد، يقول مور:
ويعترف مور هنا أنَّه من المستحيل تقديم إثبات أو برهان حسي على تفضيل أحد العالمين على الآخر، ولكنَّه يعود للقول بأنَّه على الرغم من ذلك يبدو من الواضح والبديهي لنا أنَّ العالم الذي يحتوي على الحب والجمال والسعادة هو الأفضل.

### النفعيَّة الحِكَميَّة
ركَّز العديد من الفلاسفة في منتصف القرن العشرين على مكانة وأهميَّة القواعد في التفكير النفعي، وعلى كل حال كان من المعروف سابقاً أنَّه من الضروري استخدام القواعد للمساعدة على اختيار الفعل الصحيح، لأنَّ الاعتماد على حساب النتائج في كل مناسبة سيؤدي حتماً إلى اختيار فعل أو إجراء ليس هو الأفضل دوماً، وقد برَّر بالي استخدام القواعد، وأمَّا ميل فقد قال:
على كلِّ حال يقترح مبدأ النفعية مزيداً من الدور المركزي للقواعد التي يُعتقد أنَّها تدافع عن النظريَّة النفعيَّة ضد بعض أقوى الانتقادات الموجَّهة لها، خلال فترة خمسينات وستينات القرن العشرين تم نشر الكثير من المقالات التي تدافع أو تهاجم الشكل الحديث للنفعيَّة، ومن خلال هذا النقاش المطوَّل نشأت النظريَّة التي يطلق عليها اليوم قواعد النفعية أو النفعيَّة الحِكَميَّة، في مقدمة واحدة من هذه المقالات قال الكاتب: إنَّ تطوير هذه النظريَّة كان حقاً عمليَّة جدليَّة طويلة من النقاش والنقد وإعادة الصياغة وفي النهاية أنتج هذا التعاون نظرية فلسفية متكاملة.
في البداية استخدم سمارت ومكلوسكي مصطلحات مثل النفعيَّة المقيَّدة ولكن في نهاية المطاف استقر الجميع على استخدام مصطلحات النفعيَّة القانونيَّة (بالإنجليزية: Act utilitarianism) والنفعيَّة الحِكَميَّة (بالإنجليزية: rule utilitarianism).
ببساطة يتلخَّص قانون النفعية في تحديد أنَّ العمل أو الإجراء صحيح فقط إذا كان يزيد من المنفعة، نشر أرمسون في عام 1956 مقالاً بالغ الأهميَّة والتأثير قال فيه إنَّ ميل حاول تبرير القواعد المتعلِّقة بمبدأ النفعية، ومنذ ذلك الحين ناقشت الكثير من المقالات هذا التفسير الذي استخدمه ميل، وعلى كلِّ حال لا مفرَّ من القول إنَّ الأدلة والإثباتات في كتابات ميل مضطربة في مجموعة رسائل وأعمال ميل التي جمعت وأعيد طباعتها عام 1977 يقول ميل:
العديد من الكتب المدرسيَّة وإحدى هيئات البورد البريطاني ميَّزت بين قواعد قويَّة وأخرى ضعيفة للنفعيَّة، ومع ذلك لايبدو من الواضح وجود مثل هكذا تمييز في الكتابات الأكاديميَّة. وقد ناقش البعض بأنَّ القواعد النفعية يمكن أن تنهار إلى أفعال نفعية، لأنَّ أي قاعدة يمكن كسرها إذا أدَّى ذلك إلى مزيد من المنفعة، أو يمكن تنقيح هذه القاعدة بإضافة قاعدة فرعية تتعامل مع الحالات الاستثنائيَّة الطارئة، وهكذا سيكون للقواعد الأساسيَّة العديد من القواعد الفرعية التي تتعامل مع الحالات الاستثنائيَّة وكلُّ ذلك في النهاية يهدف إلى البحث عن أقصى فائدة ممكنة وتحقيقها.

### النفعية ذات المستويين
يعتقد ريتشارد ميرفن هير في كتابه المبادئ (بالإنجليزية: Principles) المنشور عام 1973 أنَّ النفعيَّة الحِكميَّة يمكن أن تتحوَّل إلى أفعال نفعيَّة وذلك من أجل السماح للقواعد بأن تكون محدَّدة وخاصَّة وغير مُعمَّمة، وهذا بدوره سيحمي ويُنصِف القواعد الأساسية العامة التي يحتاجها الناس لتعليم الأخلاق وتنمية الشخصيَّة، ويقترح أنَّ التمييز بين القواعد النفعيَّة والأفعال النفعيَّة يمكن القيام به عن طريق التقليل من خصوصيَّة القواعد وزيادة عموميَّتها [53] هذا التمييز الذي أحدثه هير هو الذي أدى لظهور النفعيَّة ذات المستويين.
يؤكِّد هير أنَّه من الناحية العمليَّة يتوجب علينا أن نتَّبع المبادئ العامة، ويقول في كتاب المبادئ:
في كتابه «التفكير الأخلاقي» (1981) يتحدَّث هير عن نقيضين: المَلاك هو شخص من المفترض أنَّ لديه إحاطة كاملة بالوضع وليس له أيَّة نقاط ضعف شخصيَّة أو تحيُّزات ويستخدم دائماً تفكير أخلاقي نقدي لتقرير ما هو الفعل أو الإجراء الصحيح الذي يجيب القيام به، من جهة أخرى العامل البسيط هو إنسان عاجز تماماً عن التفكير النقدي ولا يستخدم سوى الحدس الأخلاقي أي أنَّه يتبع القواعد العامة التي تعلَّمها عن طريق التقليد أو التلقين، بالتأكيد ليس الأمر أن بعض البشر ملائكة والآخرون مقلِّدون بسطاء بل «إنَّنا جميعاً نملك خصائص من كلا النوعين بدرجات متفاوتة وبأوقات مختلفة».

### النفعيَّة التفضيليَّة
اقتُرِح مصطلح النفعيَّة التفضيليَّة أول مرَّة عام 1977 من قِبل جون هارساني في كتابه الأخلاق ونظرية التفكير العقلاني، ولكنَّ هذا المصطلح ارتبط أكثر بريتشارد ميرفن هير وبيتر سينغر وريتشارد براندت.
يقول هارساني بأنَّه مدين بنظريته لآدم سميث الذي جمع بين وجهة النظر الأخلاقية ووجهة نظر مراقب محايد ولكنَّه متعاطف، وكانط الذي أصرَّ على معيار المعاملة بالمثل، والنفعيين الكلاسيكيين الذين جعلوا تعظيم المنفعة الاجتماعية المعيار الأساسي للأخلاق، ورفض النفعيَّة البحتة التي تقوم على علم النفس الذي عفا عليه الزمن، وقال إنَّه ليس من الواضح أنَّ كل ما يقوم به الإنسان مدفوعٌ بالرغبة في زيادة المتعة وتقليل الألم، وكذلك يرفض النفعيَّة المثاليَّة لأنَّه من الواضح والبديهي أنَّ الهدف الوحيد للناس في الحياة ليس القيام بنشاط ذهني وفكري مُجرَّد.
ويؤكِّد في النهاية أنَّ النفعية التفضيلية هي الشكل الوحيد المتوازن من النفعية والذي يتفق مع المبادئ الفلسفيَّة للاستقلالية، هذه المبادئ التي تقول بأنَّه عند تقرير ما هو جيد وما هو سيئ لفرد معين فإنَّ المعيار النهائي يكمن فقط في رغباته الخاصة وتفضيلاته الخاصة.
يضيف هارساني اثنين من التحذيرات إلى تعريفه: الأول أنَّ الناس في بعض الأحيان لديهم تفضيلات واختيارات غير عقلانية وللتعامل مع هذا يجب التمييز بين الاختيارات الظاهرة والاختيارات الحقيقية، فبعض التفضيلات يمكن أن تستند إلى معتقدات واقعية خاطئة أو تحليل مبهم غير منطقي أو مشاعر قويَّة تمنع إلى حدٍّ كبير الاختيار العقلاني الصحيح. التحذير الثاني هو أنَّه يجب استبعاد الاختيارات المعادية للمجتمع، مثل السادية والحسد والحقد وكل الاختيارات التي تستثني ولو جزئياً الأشخاص من المجتمع الأخلاقي.

## أنواع أخرى من النفعيَّة

### النفعيَّة السلبيَّة
يؤكِّد كارل بوبر في كتابه المجتمع المفتوح وأعداؤه (بالإنجليزية: The Open Society and its Enemies) المنشور عام 1945 بأنَّه يجب استبدال مفهوم أكبر قدر ممكن من المنفعة بمبدأ تقليل الألم إلى الحد الأدنى، لأنَّه من المستحيل والخطر للغاية في نفس الوقت محاولة تعظيم سعادة ومتعة البشر لأنَّ ذلك سيؤدي في نهاية المطاف إلى الاستبداد. يقول بوبر:
أول من استخدم مصطلح النفعيَّة السلبيَّة هو رودريك سمارت عام 1958 في سياق ردِّه على بوبر حين قال بأنَّ هذا المبدأ يعني ببساطة البحث عن الطريق الأسرع والأقل إيلاماً لقتل البشريَّة بأكملها.
وبشكل مناقض تماماً فإنَّ النفعية السلبية تتساهل مع المعاناة والألم الذي يمكن تعويضه داخل الفرد نفسه.
النفعيَّة التفضيليَّة السلبيَّة تعارض القتل الأخلاقي لأنَّه ينتهك العديد من معاييرها ولكنَّها من جهة أخرى تطالبُ بمبرِّر لخلق حياة جديدة، وقد يكون هذا المبرِّر هو تقليل الأفراد الجدد لمستوى المعاناة.
يرى آخرون أنَّ النفعية السلبيَّة ماهي إلَّا فرع من فروع النفعيَّة الحديثة يعطي وزناً أكبر لتقليل الألم بدلاً من زيادة السعادة، وفي هذه الحالة هناك زيادة لأهميَّة تقليل المعاناة والنتيجة ستكون نفسها وهي الوصول أو تشجيع الاستبداد، ويمكننا العثور على مثل هكذا دعاة للتشاؤم من النفعية السلبية في الديانة البوذية.

### النفعيَّة التحفيزيَّة
كان روبرت آدامز هو أول من اقترح مبدأ النفعيَّة التحفيزيَّة عام 1976، ففي الوقت الذي كانت فيه النفعيَّة الفعليَّة تطلب منَّا أن نختار أفعالنا وفق مبدأ تحديد الأفعال التي تزيد المنفعة، والنفعيَّة الحكميَّة تلتزم بالقواعد التي تزيد المنفعة، فإنَّ النفعيَّة التحفيزيَّة تقوم على تحديد الدوافع والأفضليَّات وفقاً لآثارها السليمة العامة وتلك الدوافع والأفضليَّات هي التي تملي علينا الأفعال التي سنختارها.
إنَّ الحجج والبراهين التي تؤيِّد النفعيَّة التحفيزيَّة على مستوى الفرد يمكن توسيعها لتشمل النفعيَّة التحفيزيَّة على مستوى المجتمع. وفي هذا السياق يشير آدمز إلى ملاحظة سيدجويك بأنَّ السعادة العامَّة والفرديَّة من المحتمل أن تتحقَّق بشكل أفضل إذا كان الإطار الذي وضعنا أنفسنا ضمنه يهدف لتحقيق هدف مُحدَّد ومقيَّد بدقة متناهية. إنَّ تطبيق القواعد المختارة بعناية على المستوى الاجتماعي واختيار الدوافع المناسبة على المستوى الشخصي سيؤدي على الأرجح إلى نتائج شاملة أفضل حتى لو أدى في بعض المناسبات الفرديَّة لاتخاذ إجراءات خاطئة عند تقييمها وفقاً لمعايير المنفعة.
ويصل آدامز في النهاية إلى أنَّ العمل الصحيح بالمعايير النفعيَّة والدافع الصحيح بالمعايير النفعيَّة غير متوافقان أو مترابطان دائماً، ولكنَّ فريد فيلدمان رفض مثل هكذا استنتاج لأنَّه يعتمد على مبدأ أنَّ الدوافع النفعيَّة لاتلعب دوراً جوهريَّاً في اختيار الأفعال، وبدلاً من ذلك يقترح فيلدمان نوعاً من القواعد النفعيَّة تؤدي إلى عدم وجود تضارب بين الأفعال والدوافع.

## الانتقادات المُوجَّهة للنفعيَّة
بما أنَّ النفعيَّة ليست نظريَّة واحدة بل مجموعة من النظريَّات المترابطة التي تمَّ تطويرها على مدى أكثر من مئتي عام، يمكن لأسباب وأهداف مختلفة توجيه الكثير من الانتقادات لها

### قياس النفع
من الاعتراضات الشائعة التي توجَّه للنفعيَّة هو استحالة القدرة على قياس كميَّة السعادة أو المتعة، يقول راي بريغز في موسوعة ستانفورد الفلسفيَّة:

### النفعيَّة تتجاهل العدالة
كما أشار روسين فأصحاب النفعيَّة القانونيَّة ليسوا قلقين بشأن وضع القواعد، وبالمثل يشير هير إلى أنَّ الصورة الكاريكاتورية للنفعيَّة القانونيَّة هي الصورة الوحيدة التي يبدو أن العديد من الفلاسفة يعرفونها. وبحسب ما قاله بنثام عن الشرور من النوع الثاني Given what Bentham says about second order evils فإنَّه سيكون تحريفاً خطيراً أن يقوم النبلاء بمعاقبة شخص بريء من أجل الصالح العام للمجتمع وهذا بالضبط ما ينتقده معارضوا النفعيَّة المثاليَّة، الصورة الأساسيَّة لهذا الاعتراض قدَّمها مكلوسكي:
ويقول مكلوسكي أيضاً:

### توقُّع النتائج
يزعم البعض أنَّه من المستحيل القيام بحساب أو توقع النتائج لأنَّ العواقب لا يمكن معرفة طبيعتها، يشير دانيال دينيت إلى أنَّه من المستحيل تحديد قيمة فائدة الفعل بدقة ومن المستحيل أيضاً معرفة ما إذا كانت العواقب في النهاية ستكون جيدة أو سيئة.
ولكنَّ راسل هاردين يرفض مثل هذه الحجج، ويقول بأنَّه من الممكن التمييز بين الدافع الأخلاقي للأفعال عن طريق قدرتنا على استخدام قواعد عقلانية صحيحة، إنَّنا لو قمنا بتطوير نظام أفضل لتحديد الأفعال التي تُنتج أفضل غايات فإنَّ ذلك لا يستوجب تغيير أخلاقياتنا، إنَّ الدافع المعنوي للنفعية ثابت ولكنَّ قراراتنا المعتمدة عليه تتوقَّف على معرفتنا وفهمنا العلمي.
لقد اعترفت النفعيَّة منذ البداية بأنَّه لا يمكن الوصول لليقين في مثل هذه الأمور وهذا ما أكَّدته أعمال بنثام وميل وجورج إدوارد مور.

### الاعتراض على المطالب النفعيَّة
يطلب القانون النفعي من الجميع أن يفعلوا كلَّ ما بوسعهم لتحقيق أقصى منفعة ممكنة، وأن يفعلوا ذلك دون أي محاباة، يقول ميل : عند المقارنة بين سعادته الخاصة وسعادة الآخرين فإنَّ النفعية تتطلب من الفرد أن يكون محايداً بشكل حازم وأن يكون مثل متفرج غير مهتم أو معنيٍّ، ويقول النقاد إنَّ هذا الجمع بين المتطلبات سيؤدي إلى جعل متطلَّبات النفعيَّة غير معقولة، من البديهي أنَّ سعادة الغرباء ليس لها نفس أهمية سعادة الأصدقاء أو العائلة أو الذات، وما يجعل هذا المطالب صعبةً للغاية هو العدد الهائل من الغرباء الذين هم في أمسِّ الحاجة للمساعدة والعدد الكبير من الفرص أو المواقف التي ستتاح للفرد لتقديم التضحيات لمساعدتهم. يقول شيلي كيغان: «بالنظر إلى العالم الذي نعيش فيه لا شكَّ في أنَّ حياة الخير والتقشُّف وإنكار الذات ستكون حياةً قاسيةً وبالغة الصعوبة».
أحد الحلول للمشكلة يقدِّمه بيتر سينغر الذي يقول : لا شكَّ أنَّ المساعدة غريزة فينا، قلَّة هم الذين يستطيعون أن يقفوا ويشاهدوا طفلاً يغرق، وبالمقابل يمكن للكثيرين تجاهل الموت الذي يفتك بأطفال أفريقيا والهند، إنَّ السؤال الحقيقي ليس ما نفعله ولكن ما الذي يجب علينا فعله، من الصعب وجود أي مبرر أخلاقي سليم للرأي القائل بأنَّ المسافة البعيدة أو عضوية مجتمع معيَّن تحدث فرقاً في التزاماتنا الإنسانيَّة.
يقول آخرون أيضاً بأنَّ النظرية الأخلاقية التي تتناقض مع قناعاتنا الأخلاقية الراسخة يجب رفضها أو تعديلها، وبالفعل فقد كانت هناك العديد من المحاولات لتعديل النفعيَّة للهروب من متطلباتها المفرطة. وهنا يدعو مايكل سلاوت لشكل من أشكال النفعية حيث أنَّنا نقوم بالأفعال التي ستؤدي لنتائج جيدة كفاية على الرغم من وجود أفعال أو خيارات قد تعطي نتائج أفضل.

### المجموع النفعي
ظهر الاعتراض على أن النفعيَّة لا تأخذ على محمل الجد التمييز بين الأشخاص إلى حيز الوجود عام 1971 عندما نشر جون رولس كتابه نظرية في العدالة. وكذلك عندما رفض المدافع عن حقوق الحيوان ريتشارد رايدر النفعية. ولوحظ اعتراض مماثل في عام 1970 من قبل توماس ناغل الذي قال بأنَّ النفعية تعامل رغبات الأفراد وأفعالهم بشكل متشابه ومتساوي، ومن قبله ديفيد غوتييه الذي كتب أنَّ النفعية تفترض أن البشريَّة هي فردٌ واحد له رغبات واحدة وهذا سخيفٌ بالطبع لأنَّ الأفراد لديهم رغبات مختلفة ويبحثون عن الرضا وإنَّ رضا الشخص ليس جزءاً من أي رضا جماعي أكبر.
الردُّ على هذا الانتقاد هو الإشارة إلى أنَّ هناك العديد من الحالات يجب فيها أخذ الأرقام بعين الاعتبار، وكما قال أليستر نوركروس: «لنفترض أنَّ هوميروس يواجه الخيار المؤلم بين إنقاذ بارني من مبنى محترق أو إنقاذ كلٍّ من ماو وآبو من ذات المبنى، من الواضح أنَّ خيار هوميروس الأفضل هو الحفاظ على العدد الأكبر، هل يمكن لأي شخص عاقل أن يدَّعي أنَّ الأسوأ موت شخص واحد بدلاً من اثنين ؟ بالتأكيد لا».
قد يكون من الممكن الحفاظ على التمييز بين الأشخاص عندما نعلم أنَّ الناس تحكمهم العواطف. هذا الرأي مدعومٌ من قبل إيان كينغ، الذي اقترح أنَّ الأساس التطوري للتعاطف يعني أن البشر يمكن أن يأخذوا في الاعتبار مصالح الأفراد الآخرين ولكن فقط على أساس واحد إلى واحد، لأنَّنا لا نستطيع إلا أن نضع أنفسنا في مكان شخص آخر واحد في كل مرة. يستخدم كينغ هذه البصيرة لتعديل النفعية وقد ساعده هذا على التوفيق بين فلسفة بنثام مع مبادئ الأخلاق والفضيلة.

### الحساب النفعيَّ هو خطر ذاتي يهدِّد النفعيَّة
أحد الانتقادات المُبكرة التي واجهت النفعيَّة هو أنه إذا تمَّ أخذ عامل الوقت في الحسبان عند اختيار أفضل طريقة عمليَّة لإنجاز فعل، فمن المحتمل أن تكون فرصة اختيار أفضل مسار للعمل قد مرَّت بالفعل. وردَّ ميل بأنَّه هناك متسع من الوقت لحساب التأثيرات المحتملة. يقول ميل:
إنَّ كلَّ هذه الاعتبارات السابقة ستؤدِّي بالنفعية للاعتماد على التجربة وقواعدها، كما دعا جون سمارت سابقاً.

### انتقادات نظريَّة القيمة النفعيَّة
تأكيد النفعية على أنَّ المتعة هي الشيء الوحيد ذو القيمة الأخلاقية قد تعرَّض لهجوم من قبل العديد من النقاد، فكارل ماركس ينتقد في كتابه رأس المال نفعيَّة بنثام على أساس أنَّه لا يبدو أنَّه يدرك أنَّ الناس لديهم متع مختلفة في سياق وضعهم الاجتماعي والاقتصادي المتباين. يقول ماركس:
حتى البابا يوحنا بولس الثاني يناقش في فلسفته الشخصانيَّة خطر النفعيَّة التي تميل إلى جعل الأشخاص مثلهم مثل الأشياء، ويقول بأنَّ كتب الفلسفة النفعية تسعى لإقامة حضارة الأشياء وليس البشر، وهي حضارة يستخدم فيها الأشخاص بالطريقة نفسها التي تُستخدم فيها الأشياء.

## اعتبارات إضافيَّة

### السعادة الكاملة مقابل السعادة المعتدلة
يتسآل هنري سيدجويك في كتابه الأساليب الأخلاقيَّة: «هل السعادة الكاملة أو السعادة المعتدلة هي التي نسعى لتحقيقها؟». وأشار إلى أن جوانب متعدِّدة من هذا السؤال قد تمَّ تجاهلها، من خلال الإجابة النفعيَّة التي تقول: إنَّ السعادة يجب أن تُزاد إلى أقصى حد من خلال زيادة عدد الأشخاص الذين يعيشونها. وهذا بوضوح هو الرأي الذي سبق أن تبنَّاه بالي الذي أشار إلى أنَّه بالرغم من كونه يتحدَّث عن سعادة المجتمع ونفعه فإنَّ سعادة المجتمع ماهي إلَّا مجموع سعادة أشخاص متفرقين، ولا يمكن زيادة كمية السعادة إلا بزيادة عدد الأفراد، وإنَّ مقدار السعادة الكليَّة يكون عادة متناسباً مع عدد الأشخاص وبالتالي فإنَّ نقص التعداد السكاني هو الخطر الأكبر الذي يمكن أن تعاني منه الدولة وزيادة عدد السكان هو الهدف الذي يجب أن يكون على رأس قائمة الأهداف السياسيَّة في جميع البلدان، وأعرب سمارت عن رأي مماثل حين قال إنَّ السعادة أو النفعيَّة مع مليوني شخص سعيد هي أفضل وتتحقَّق بشكل أكبر من مليون شخص سعيد.
على الجانب الآخر فإنَّ قياس فائدة الزيادة السكانَّية يُسبِّب مشاكل أخرى، فعلى سبيل المثال قد يُنظر إلى إدخال شخص سعيد باعتدال إلى عالم سعيد جداً على أنَّه فعل غير أخلاقي، مثالٌ آخر تشير له هذه النظرية وهو أنَّه سيكون من الخير الأخلاقي التخلُّص من جميع الأشخاص الذين تقلُّ سعادتهم عن المعدَّل، لأنَّ هذا سيزيد من متوسط السعادة.
ويقترح ويليام شو أنَّه يمكن تجنُّب المشكلة إذا تمَّ التمييز بين الأشخاص، ويقول: «النفعية تُقدِّر سعادة الناس ولا تتطلَّب إنتاج وحدات السعادة، وبناءً عليه فليس لدى المرء أي التزام أخلاقي بإنجاب الأطفال، ومع ذلك إذا قرَّرت أن تنجب طفلاً فعندئذ يكون عليك الالتزام بأن يكون أسعد طفل ممكن».

### الدوافع النوايا والأفعال
عادةً ما يتمُّ استخدام النفعيَّة لتقييم صواب أو خطأ أي فعل من خلال النظر فقط في نواتج هذا الفعل، يُميِّز بنثام بدقة بالغة بين الدافع والنية، ويقول «إنَّ الدوافع ليست في حدِّ ذاتها جيدة أو سيئة ولكن يمكن الإشارة إليها على هذا النحو بسبب ميلها إلى إنتاج السعادة أو الألم». ويؤكِّد ميل على نقطة مشابهة، حين يقول صراحةً إنَّ الدافع بحدِّ ذاته لايملك أيَّ قيمة أخلاقيَّة لأنَّ نواتج الفعل هي التي تملك تلك القيمة، وقد خضعت أراء ميل هذه لانتقادات وتفسيرات وشروح كثيرة ومتباينة.
أخيراً ورغم أنَّ الدوافع قد لا تلعب دوراً محوريَّاً في تحديد أخلاقيات الفعل، فإنَّ ذلك لم يمنع النفعيين من تعزيز دوافع معينة إذا كان ذلك سيؤدي إلى زيادة السعادة بشكل عام.

## البشر وحدهم أم الكائنات الحيَّة الأخرى أيضاً ؟

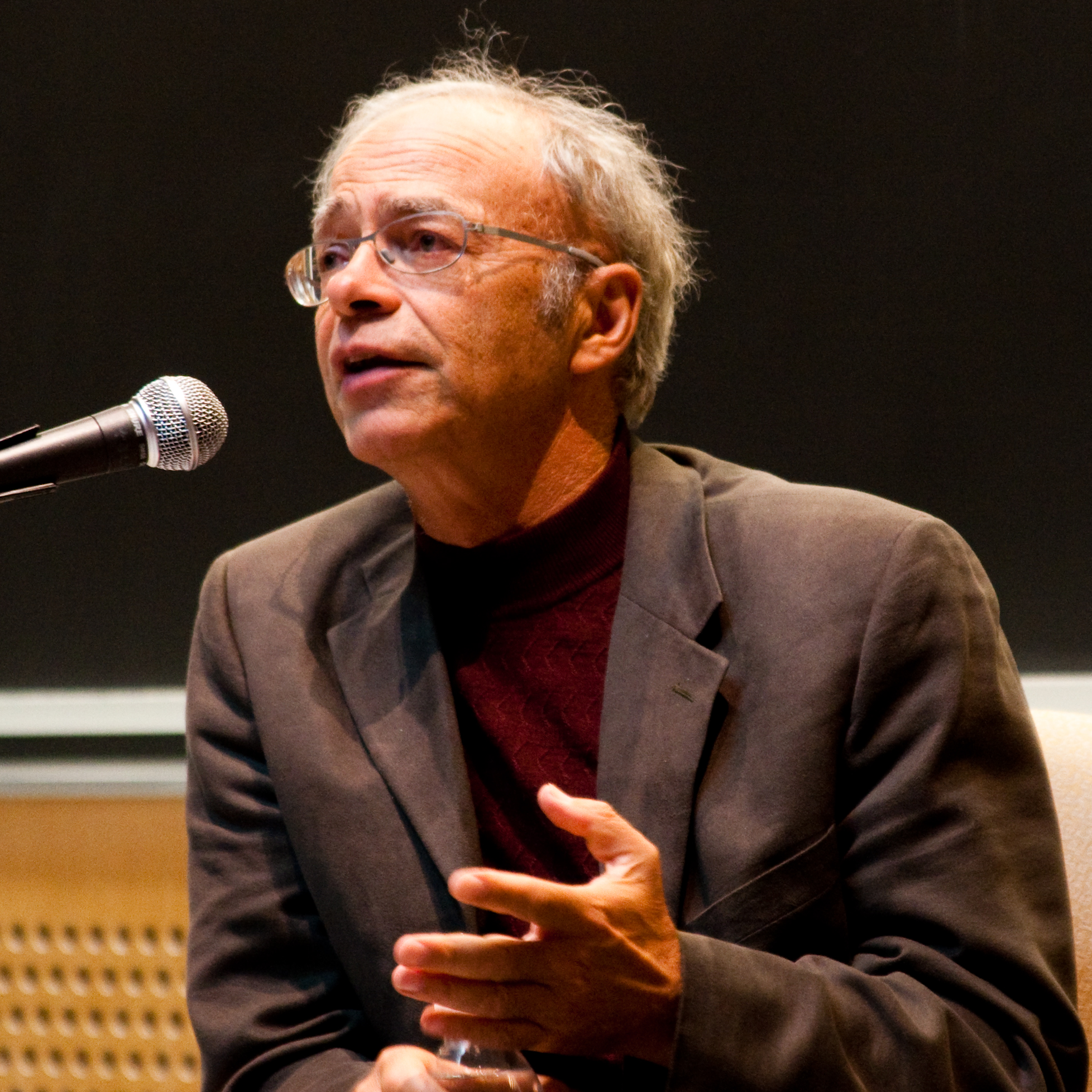
بيبتر سنجر.

يقول بنثام في كتابه مقدمة عن مبادئ الأخلاق والتشريعات: «السؤال المطروح ليس إن كان بإمكان الحيوانات التفكير أم لا، أو هل بإمكانهم الكلام أو لا، ولكن هل الحيوانات تعاني؟». وقد يُلاحَظ في تمييز ميل بين الملذات الأعلى والأدنى أنَّه أعطى المكانة الأعلى للبشر، ولكنَّ الفيلسوف هنري سيدجويك يقول في كتابه الأساليب الأخلاقية: «هل لدينا بُعد نظر حول من هم الذين يجب أن تؤخذ سعادتهم بعين الاعتبار، هل نقدِّم اهتماماً كافياً لجميع الكائنات التي تشعر بالمتعة والألم؟ والذين قد تتأثَّر مشاعرهم بسلوكنا، هل نحصر رؤيتنا للسعادة بالبشر فقط؟».
استمر الفيلسوف النفعي بيتر سينغر والعديد من الناشطين في مجال حقوق الحيوان بالقول إنَّ «رفاهية وسعادة كل الكائنات الحية يجب أن يتمَّ النظر إليها بجدية، ويقترح سينغر أن تمنح الحقوق وفقاً لمستوى الوعي الذاتي لكل كائن حي، بغض النظر عن نوعه، ويضيف بأنَّ البشر يميلون للتمييز ضد غير البشر في جميع المسائل الأخلاقية، ويصرُّ على وجوب تخفيف كل أنواع المعاناة».
يقول جون ستيوارت ميل في مقاله «عن الطبيعة»: «إنَّ رعاية الحيوانات البريَّة يجب أن تؤخذ بعين الاعتبارفي القواعد النفعية، وهنا يجادل تايلر كوين : أنه يجب عندئذٍ أن نفكِّر في الحدِّ من نشاط الحيوانات المفترسة آكلة اللحوم أو على الأقل أن نقلِّل الدعم والرعاية لها في الطبيعة».

## تطبيقات الفلسفة النفعيَّة في بعض المسائل خاصة

### مشكلة الفقر في العالم
تناول مقالٌ في المجلة الأمريكية للاقتصاد مسألة الأخلاق النفعيَّة ضمن فكرة إعادة توزيع الثروة، ووفقاً لذلك اقترحت المجلة أنَّ فرض الضرائب على الأثرياء هو أفضل طريقة للاستفادة من الدخل الكبير الذي يحصلون عليه، وهذه الضرائب ستحقِّق فائدة لمعظم الناس من خلال تمويل الخدمات الحكومية. ويؤكِّد العديد من الفلاسفة النفعيين بمن فيهم بيتر سنغر وتوبي أورد أنَّ سكان البلدان المتقدمة على وجه الخصوص ملزمون بالمساعدة في القضاء على الفقر في كلِّ أنحاء العالم، عن طريق التبرُّع المنتظم بجزءٍ من دخلهم للأعمال الخيرية، ويقول بيتر سينغر : إنَّ التبرع بجزءٍ من دخل الفرد للأعمال الخيرية يمكن أن يساعد في إنقاذ حياة أو علاج مرض مرتبط بالفقر، وهذا استخدامٌ أفضل بكثير للمال من الوجوه الأخرى لأنه سيحقِّقُ كميَّة سعادة أكبر بكثير، إنَّ أفكار سينغر هذه هي التي شكلت أساس حركة الإيثار المعاصرة

## الهوامش
1. ↑  Kagan، Shelly (أبريل 1991). The Limits of Morality (Oxford Ethics Series). Clarendon Press. ص. 360. ISBN:978-0198239161.
2. ↑  McCloskey، H.J. (أكتوبر 1957). "An Examination of Restricted Utilitarianism". The Philosophical Review. ج. 66 ع. 4: 466–85. DOI:10.2307/2182745. JSTOR:2182745. مؤرشف من الأصل في 2022-04-12.
3. ↑  Mill، John Stuart (1981). "comments upon James Mill's Analysis of the Phenomena of the Human Mind". في Robson، John (المحرر). Collected Works، volume XXXI. University of Toronto Press. ص. 252–53. ISBN:0-7100-0718-3.
4. ↑  Bentham، Jeremy. An Introduction to the Principles of Morals and Legislation Ch. 1، 3rd paragraph. <http://oll.libertyfund.org/titles/278> ISBN 978-0-486-45452-8 نسخة محفوظة 2016-04-06 على موقع واي باك مشين.
5. 1 2  Habibi، Don (2001). "Chapter 3, Mill's Moral Philosophy". John Stuart Mill and the Ethic of Human Growth. Dordrecht: Springer Netherlands. ص. 89–90, 112. ISBN:978-90-481-5668-9.
6. ↑  ميل، ستيوارت (2012) ، "الفصل الثاني، ماهية النفعية"، النفعية، ترجمة سعاد شاهرلي حرار، ص36 (حاشية رقم 1)، بيروت، مركز دراسات الوحدة العربية.
7. ↑  Erica Brindley، The Polarization of the Concepts Si (Private Interest) and Gong (Public Interest) in Early Chinese Thought. p.6، 8، 12-13، 16، 19، 21-22، 24، 27
8. ↑  Fraser، Chris، "Mohism"، The Stanford Encyclopedia of Philosophy (Winter 2015 Edition)، Edward N. Zalta (ed.)، URL = https://plato.stanford.edu/archives/win2015/entries/mohism/ نسخة محفوظة 2019-04-03 على موقع واي باك مشين.
9. ↑  Hansen، Chad. Philosophy East & West. Jul94، Vol. 44 Issue 3، p435. 54p. Fa (standards: laws) and meaning changes in Chinese philosophy.
10. ↑  "SUMMA THEOLOGICA: Man's last end (Prima Secundae Partis، Q. 1)". newadvent.org. مؤرشف من الأصل في 2019-05-13.
11. ↑  "SUMMA THEOLOGICA: Things in which man's happiness consists (Prima Secundae Partis، Q. 2)". newadvent.org. مؤرشف من الأصل في 2019-05-13.
12. ↑  "SUMMA THEOLOGICA: What is happiness (Prima Secundae Partis، Q. 3)". newadvent.org. مؤرشف من الأصل في 2018-10-18.
13. ↑  "SUMMA THEOLOGICA: Things that are required for happiness (Prima Secundae Partis، Q. 4)". newadvent.org. مؤرشف من الأصل في 2019-05-14.
14. ↑  "SUMMA THEOLOGICA: The attainment of happiness (Prima Secundae Partis، Q. 5)". newadvent.org. مؤرشف من الأصل في 2018-10-18.
15. ↑  Fraser، Chris (2011). The Oxford Handbook of World Philosophy. Oxford University Press. ص. 62. ISBN:978-0-19-532899-8. مؤرشف من الأصل في 2016-12-29.
16. ↑  Warburton، Nigel (2000). Reading Political Philosophy: Machiavelli to Mill. Psychology Press. ص. 10. ISBN:978-0-415-21197-0. مؤرشف من الأصل في 2017-03-19.
17. ↑  Hume، David (2002). "An Enquiry Concerning the Principles of Morals". في Schneewind، J. B. (المحرر). Moral Philosophy from Montaigne to Kant. Cambridge University Press. ص. 552. ISBN:978-0521003049.
18. ↑  Hutcheson، Francis (2002). "The Original of Our Ideas of Beauty and Virtue". في Schneewind، J. B. (المحرر). Moral Philosophy from Montaigne to Kant. Cambridge University Press. ص. 515. ISBN:978-0521003049.
19. ↑  Gay، John (2002). "Concerning the Fundamental Principle of Virtue or Morality". في Schneewind، J. B. (المحرر). Moral Philosophy from Montaigne to Kant. Cambridge University Press. ص. 408. ISBN:978-0521003049.
20. 1 2  Schneewind، J. B. (2002). Moral Philosophy from Montaigne to Kant. Cambridge University Press. ص. 446. ISBN:978-0521003049.
21. ↑  Schneewind، J. B. (1977). Sidgwick's Ethics and Victorian Moral Philosophy. Oxford University Press. ص. 122. ISBN:978-0198245520. مؤرشف من الأصل في 2020-01-09.
22. ↑  Paley، William (2002). "The Principles of Moral and Political Philosophy". في Schneewind، J. B. (المحرر). Moral Philosophy from Montaigne to Kant. Cambridge University Press. ص. 455–56. ISBN:978-0521003049.
23. 1 2  Rosen, Frederick (2003) Classical Utilitarianism from Hume to Mill. Routledge, p. 132
24. ↑  Schneewind, J.B. (1977) Sidgwick's Ethics and Victorian Moral Philosophy, Oxford: Clarendon Press, p. 122
25. ↑  Bentham، Jeremy (2009). An Introduction to the Principles of Morals and Legislation. Dover Philosophical Classics. Dover Publications. ص. 1. ISBN:978-0486454528.
26. ↑  An Inquiry into the Original of Our Ideas of Beauty and Virtue – Francis Hutcheson نسخة محفوظة 17 May 2013 على موقع واي باك مشين., Introduction, 1726
27. ↑  Rosen, Frederick (2003) Classical Utilitarianism from Hume to Mill. Routledge, p. 32
28. ↑  Bentham، Jeremy؛ Dumont، Etienne؛ Hildreth، R (نوفمبر 2005). Theory of Legislation: Translated from the French of Etienne Dumont. Adamant Media Corporation. ص. 58. ISBN:978-1402170348.
29. ↑  Halevy، Elie (1966). The Growth of Philosophic Radicalism. Beacon Press. ص. 282–84. ISBN:0-19-101020-0.
30. ↑  Hinman، Lawrence (2012). Ethics: A Pluralistic Approach to Moral Theory. Wadsworth. ISBN:1133050018.
31. ↑  Mill، John Stuart (1998). Crisp، Roger (المحرر). Utilitarianism. Oxford University Press. ص. 56. ISBN:0-19-875163-X.
32. 1 2  John Stuart Mill,Utilitarianism,Chapter 2
33. 1 2  Brink, David. “Mill Moral and Political Philosophy.” Stanford Encyclopedia of Philosophy. https://plato.stanford.edu/entries/mill-moral-political/ [accessed April 27, 2018]. نسخة محفوظة 11 سبتمبر 2018 على موقع واي باك مشين.
34. 1 2  Hauskeller, Michael. "No Philosophy for Swine: John Stuart Mill on the Quality of Pleasures." Research Library. https://search.proquest.com/docview/904582547?accountid=2706, doi:https://dx.doi.org/10.1017/S0953820811000264 [accessed April 27, 2018]. "نسخة مؤرشفة". مؤرشف من الأصل في 2019-12-17. اطلع عليه بتاريخ 2018-09-24.{{استشهاد ويب}}:  صيانة الاستشهاد: BOT: original URL status unknown (link)
35. 1 2  Saunders, Ben. "J. S. Mill's Conception of Utility." Utilitas 22, no. 1 (March 2010): 52-69. https://search.proquest.com/docview/200183451?accountid=2706 [accessed April 27, 2018] نسخة محفوظة 17 ديسمبر 2019 على موقع واي باك مشين.
36. 1 2  Mill، John Stuart (1998). Crisp، Roger (المحرر). Utilitarianism. Oxford: Oxford University Press. ص. 81. ISBN:0-19-875163-X.
37. ↑  Mill، John Stuart (1998). Crisp، Roger (المحرر). Utilitarianism. Oxford University Press. ص. 56–57. ISBN:0-19-875163-X.
38. 1 2 3  Popkin، Richard H. (1950). "A Note on the 'Proof' of Utility in J. S. Mill". Ethics. ج. 61: 66. DOI:10.1086/290751. مؤرشف من الأصل في 2022-04-12.
39. ↑  Hall، Everett W. (1949). "The 'Proof' of Utility in Bentham and Mill". Ethics. ج. 60: 1–18. DOI:10.1086/290691.
40. ↑  Popkin، Richard H. (1950). "A Note on the 'Proof' of Utility in J. S. Mill". Ethics. ج. 61: 66–68. DOI:10.1086/290751. مؤرشف من الأصل في 2022-04-12.
41. ↑  Mill، John Stuart (1998). Crisp، Roger (المحرر). Utilitarianism. Oxford: Oxford University Press. ص. 82. ISBN:0-19-875163-X.
42. ↑  Mill, Utilitarianism, Chapter 2.
43. 1 2  Moore, G. E. (1912). Ethics, London: Williams and Norgate, Ch. 7
44. ↑  Bayles, M. D., ed. (1968) Contemporary Utilitarianism, Anchor Books, Doubleday
45. ↑  Mill، John Stuart (1998). Crisp، Roger (المحرر). Utilitarianism. Oxford University Press. ص. 70. ISBN:0-19-875163-X.
46. ↑  Bayles, M. D., ed. (1968) Contemporary Utilitarianism, Anchor Books, Doubleday, p. 1
47. ↑  Smart، J. J. C. (1956). "Extreme and Restricted Utilitarianism". Philosophical Quarterly. ج. 6 ع. 25: 344–54. DOI:10.2307/2216786. JSTOR:2216786. مؤرشف من الأصل في 2022-04-07.
48. 1 2  McCloskey، H. J. (أكتوبر 1957). "An Examination of Restricted Utilitarianism". Philosophical Review. ج. 66 ع. 4: 466–85. DOI:10.2307/2182745. JSTOR:2182745. مؤرشف من الأصل في 2022-04-12.
49. ↑  Urmson، J. O. (1953). "The Interpretation of the Moral Philosophy of J. S. Mill". Philosophical Quarterly. ج. 3 ع. 10: 33–39. DOI:10.2307/2216697. JSTOR:2216697. مؤرشف من الأصل في 2022-04-13.
50. ↑  Mill, John Stuart, The Collected Works of John Stuart Mill. Gen. Ed. John M. Robson. 33 vols. Toronto: University of Toronto Press, 1963–91. Vol. 17, p. 1881
51. ↑  Oliphant, Jill, OCR Religious Ethics for AS and A2, Routledge, (2007)
52. ↑  David Lyons, Forms and Limits of Utilitarianism, 1965
53. ↑  Allen Habib (2008), Promises, in the موسوعة ستانفورد للفلسفة. نسخة محفوظة 11 يونيو 2018 على موقع واي باك مشين.
54. 1 2 3  Hare، R. M. (1972–1973). "The Presidential Address: Principles". Proceedings of the Aristotelian Society, New Series  [لغات أخرى]‏. ج. 73: 1–18. DOI:10.1093/aristotelian/73.1.1. JSTOR:4544830. مؤرشف من الأصل في 2020-04-26. {{استشهاد بدورية محكمة}}: الوسيط |ref=harv غير صالح (مساعدة)صيانة الاستشهاد: postscript (link) صيانة الاستشهاد: علامات ترقيم زائدة (link)
55. 1 2 3  Hare، R.M. (1981). Moral thinking: its levels, method, and point. Oxford New York: Clarendon Press Oxford University Press. ISBN:9780198246602. مؤرشف من الأصل في 2019-12-17.
56. 1 2 3 4  Harsanyi، John C. (1982)، "Morality and the theory of rational behaviour"، في Sen، Amartya؛ Williams، Bernard (المحررون)، Utilitarianism and beyond، Cambridge: Cambridge University Press، ص. 39–62، ISBN:9780511611964.:Originally printed as: Harsanyi، John C. (Winter 1977). "Morality and the theory of rational behavior". Social Research  [لغات أخرى]‏, special issue: Rationality, Choice, and Morality. ذا نيو سكول. ج. 44 ع. 4: 623–56. JSTOR:40971169.{{استشهاد بدورية محكمة}}:  صيانة الاستشهاد: postscript (link)
57. ↑  Singer، Peter (1979). Practical ethics (ط. 1st). Cambridge New York: Cambridge University Press. ISBN:9780521297202.:Singer، Peter (1993). Practical ethics (ط. 2nd). Cambridge/New York: Cambridge University Press. ISBN:9780521439718. مؤرشف من الأصل في 2019-12-17.
58. ↑  Brandt، Richard B. (1979). A Theory of the Good and the Right. Oxford/New York: Clarendon Press. ISBN:9780198245506. مؤرشف من الأصل في 2019-12-17.
59. ↑  Popper، Karl (2002). The Open Society and Its Enemies: Volume 2. Routledge. ص. 339. ISBN:978-0415278423.
60. ↑  Popper، Karl (2002). The Open Society and Its Enemies: Volume 1: The Spell of Plato. Routledge. ص. 284–85. ISBN:978-0415237314.
61. ↑  Smart، R.N. (أكتوبر 1958). "Negative Utilitarianism". Mind. ج. 67 ع. 268: 542–43. DOI:10.1093/mind/lxvii.268.542. JSTOR:2251207.
62. 1 2  Fricke Fabian (2002), Verschiedene Versionen des negativen Utilitarismus, Kriterion, vol.15, no.1, p. 14
63. ↑  Arrhenius Gustav (2000), Future Generations, A Challenge for Moral Theory, FD-Diss., Uppsala University, Dept. of Philosophy, Uppsala: University Printers, p. 100
64. ↑  Fricke Fabian (2002), Verschiedene Versionen des negativen Utilitarismus, Kriterion, vol.15, no.1, pp. 20–22
65. ↑  {Chao, "Negative Average Preference Utilitarianism", Journal of Philosophy of Life, 2012; 2(1): 55–66 نسخة محفوظة 08 سبتمبر 2018 على موقع واي باك مشين.
66. ↑  Broome John (1991), Weighing Goods, Oxford: Basil Blackwell, p. 222
67. ↑  Bruno Contestabile: Negative Utilitarianism and Buddhist Intuition. In: Contemporary Buddhism Vol.15, Issue 2, S. 298–311, London 2014.
68. ↑  Robert Merrihew Adams, Motive Utilitarianism, The Journal of Philosophy, Vol. 73, No. 14, On Motives and Morals (12 August 1976), pp. 467–81
69. ↑  Goodin, Robert E. "Utilitarianism as a Public Philosophy" (Cambridge Studies in Philosophy and Public Policy), Cambridge University Press, p. 60
70. ↑  Goodin, Robert E. "Utilitarianism as a Public Philosophy" (Cambridge Studies in Philosophy and Public Policy), Cambridge University Press, p. 17
71. ↑  Robert Merrihew Adams, Motive Utilitarianism, The Journal of Philosophy, Vol. 73, No. 14, On Motives and Morals (12 August 1976), p. 467
72. ↑  Merrihew Adams، Robert (1976). "Motive Utilitarianism". Journal of Philosophy. ج. 73 ع. 14, On Motives and Morals: 471.
73. ↑  Robert Merrihew Adams, Motive Utilitarianism, The Journal of Philosophy, Vol. 73, No. 14, On Motives and Morals (12 August 1976), p. 475
74. ↑  Feldman، Fred (مايو 1993). "On the Consistency of Act- and Motive-Utilitarianism: A Reply to Robert Adams". Philosophical Studies. ج. 70 ع. 2: 211–12.
75. ↑  Briggs، Rachael (2017)، Edward N. Zalta (المحرر)، "Normative Theories of Rational Choice: Expected Utility"، The Stanford Encyclopedia of Philosophy (ط. Spring 2017)، Metaphysics Research Lab, Stanford University، مؤرشف من الأصل في 2019-04-29، اطلع عليه بتاريخ 2017-11-15
76. ↑  Hare, R. M. (1981) Moral Thinking. Oxford Univ. Press, p. 36
77. ↑  Bentham, Jeremy (2009) Theory of Legislation. General Books LLC, p. 58
78. ↑  McCloskey, H.J. (1963) A Note on Utilitarian Punishment, in Mind, 72, 1963, p. 599
79. ↑  Dennett, Daniel (1995), Darwin's Dangerous Idea, Simon & Schuster, p. 498 (ردمك 0-684-82471-X).
80. ↑  Hardin، Russell (May 1990). Morality within the Limits of Reason. University Of Chicago Press. ص. 3. ISBN:978-0226316208. {{استشهاد بكتاب}}: تحقق من التاريخ في: |سنة= لا يطابق |تاريخ= (مساعدة)
81. ↑  Hardin، Russell (May 1990). Morality within the Limits of Reason. University Of Chicago Press. ص. 4. ISBN:978-0226316208. {{استشهاد بكتاب}}: تحقق من التاريخ في: |سنة= لا يطابق |تاريخ= (مساعدة)
82. ↑  Moore، G. E. (1903). Principia Ethica. Prometheus Books UK. ص. 203–4. ISBN:0879754982.
83. 1 2  Mill, John Stuart. "Utilitarianism, Chapter 2". مؤرشف من الأصل في 2019-05-26. اطلع عليه بتاريخ 2012-06-24.
84. ↑  Hooker، Brad (2011). "Chapter 8: The Demandingness Objection". في Chappell، Timothy (المحرر). The Problem of Moral Demandingness: new philosophical essays. Palgrave Macmillan. ص. 151. ISBN:9780230219403.
85. ↑  Kagan، Shelly (1991). The Limits of Morality. Oxford Ethics Series. Clarendon Press. ص. 360. ISBN:978-0198239161.
86. ↑  Singer، Peter (2011). Practical Ethics (ط. 3rd). Cambridge University Press. ص. 202–3. ISBN:978-0521707688.{{استشهاد بكتاب}}:  صيانة الاستشهاد: التاريخ والسنة (link)
87. ↑  Kagan، Shelly (1984). "Does Consequentialism Demand too Much? Recent Work on the Limits of Obligation". Philosophy & Public Affairs. ج. 13 ع. 3: 239–54. JSTOR:2265413.
88. ↑  Slote، Michael (1984). "Satisficing Consequentialism". Proceedings of the Aristotelian Society, Supplementary Volumes. ج. 58: 140. JSTOR:4106846.
89. ↑  Rawls، John (2005). A Theory of Justice. Harvard University Press. ص. 27. ISBN:978-0674017726.{{استشهاد بكتاب}}:  صيانة الاستشهاد: التاريخ والسنة (link)
90. ↑  Ryder, Richard D. Painism: A Modern Morality. Centaur Press, 2001. pp. 27–29
91. ↑  Nagel، Thomas (2012). The Possibility of Altruism (ط. New). Princeton University Press. ص. 134. ISBN:978-0691020020.
92. ↑  Gauthier، David (1963). Practical Reasoning: The Structure and Foundations of Prudential and Moral Arguments and Their Exemplification in Discourse. Oxford University Press. ص. 126. ISBN:978-0198241904.
93. ↑  Norcross، Alastair (2009). "Two Dogmas of Deontology: Aggregation, Rights and the Separateness of Persons" (PDF). Social Philosophy and Policy. ج. 26: 81–82. DOI:10.1017/S0265052509090049. مؤرشف من الأصل (PDF) في 27 نوفمبر 2009. اطلع عليه بتاريخ 29 يونيو 2012.
94. ↑  King، Iain (2008). كيف تتخذ قرارات جيدة وتكون على صواب طوال الوقت. Continuum. ص. 225. ISBN:978-1847063472.
95. ↑  This quote is from Iain King's article in issue 100 of Philosophy Now magazine, Moral Laws of the Jungle (link), accessed 29 January 2014. نسخة محفوظة 17 أغسطس 2018 على موقع واي باك مشين.
96. ↑  Smart، J. J. C.؛ Williams، Bernard (يناير 1973). Utilitarianism: For and Against. Cambridge University Press. ص. 42. ISBN:978-0521098229. مؤرشف من الأصل في 2020-01-09.
97. ↑  Das Kapital Volume 1, Chapter 24, endnote 50
98. ↑  "Archived copy". مؤرشف من الأصل في 2011-04-05. اطلع عليه بتاريخ 2011-04-01.{{استشهاد ويب}}:  صيانة الاستشهاد: الأرشيف كعنوان (link)
99. ↑  Sidgwick، Henry (1981). Methods of Ethics (ط. 7th). Hackett Publishing Co. ص. xxxvi. ISBN:978-0915145287.
100. ↑  Sidgwick، Henry (1981). Methods of Ethics (ط. 7th). Hackett Publishing Co. ص. 415. ISBN:978-0915145287.
101. ↑  Smart، J. J. C.؛ Williams، Bernard (يناير 1973). Utilitarianism: For and Against. Cambridge University Press. ص. 27–28. ISBN:978-0521098229. مؤرشف من الأصل في 2019-12-17.
102. ↑  Shaw، William (نوفمبر 1998). Contemporary Ethics: Taking Account of Utilitarianism. Wiley-Blackwell. ص. 31–35. ISBN:978-0631202943.
103. ↑  Shaw، William (نوفمبر 1998). Contemporary Ethics: Taking Account of Utilitarianism. Wiley-Blackwell. ص. 34. ISBN:978-0631202943.
104. ↑  Bentham، Jeremy (يناير 2009). An Introduction to the Principles of Morals and Legislation. Dover Philosophical Classics. Dover Publications. ص. 102. ISBN:978-0486454528.
105. ↑  Mill، John Stuart (1981). "Autobiography". في Robson، John (المحرر). Collected Works, volume 31. University of Toronto Press. ص. 51. ISBN:0-7100-0718-3.
106. ↑  Mill، John Stuart (1981). "Comments upon James Mill's Analysis of the Phenomena of the Human Mind". في Robson، John (المحرر). Collected Works, volume 31. University of Toronto Press. ص. 252–53. ISBN:0-7100-0718-3. and as quoted by Ridge، Michael (2002). "Mill's Intentions and Motives". Utilitas. ج. 14: 54–70. DOI:10.1017/S0953820800003393.
107. 1 2  Dancy، Jonathan (2000). "Mill's Puzzling Footnote". Utilitas. ج. 12 ع. 2: 219–22. DOI:10.1017/S095382080000279X.
108. ↑  An Introduction to the Principals of Morals and Legislation, Jeremy Bentham, 1789 ("printed" in 1780, "first published" in 1789, "corrected by the Author" in 1823.) See Chapter I: Of the Principle of Utility. For Bentham on animals, see Ch. XVII Note 122.
109. ↑  Sidgwick، Henry (1981). Methods of Ethics (ط. 7th). Hackett Publishing Co. ص. 414. ISBN:978-0915145287.
110. ↑  Mill، J. S. "Whewell on Moral Philosophy" (PDF). Collected Works. ج. 10: 185–87. مؤرشف من الأصل (PDF) في 2017-10-19.
111. ↑  "Mill's "On Nature"". www.lancaster.ac.uk. 1904. مؤرشف من الأصل في 2019-03-16. اطلع عليه بتاريخ 2015-08-09.
112. ↑  Cowen، T. (2003). c. Hargrove، Eugene (المحرر). "Policing Nature". Environmental Ethics. ج. 25 ع. 2: 169–. DOI:10.5840/enviroethics200325231.
113. ↑  N. Gregory Mankiw؛ Matthew Weinzierl (2010). "The Optimal Taxation of Height: A Case Study of Utilitarian Income Redistribution". American Economic Journal: Economic Policy. American Economic Association. ج. 2: 155–176. CiteSeerX:10.1.1.208.8375. DOI:10.1257/pol.2.1.155. JSTOR:25760055.
114. ↑  Peter Singer: The why and how of effective altruism | Talk Video. TED.com. نسخة محفوظة 19 سبتمبر 2018 على موقع واي باك مشين.